# Ahessäär
Ahessäär est une île d'Estonie.